# 黑鰭副黃姑魚
黑鰭副黃姑魚為輻鰭魚綱鱸形目鱸亞目石首魚科的其中一種，分布印度西太平洋區，包括伊朗、印度、巴基斯坦、馬來西亞、中國等海域，體長可達40公分，棲息在沿岸海域，可做為食用魚。